# سائورابه چائودهاری
سائورابه چائودهاری (زاده ۱۲ مه ۲۰۰۲) یک ورزشکار تیراندازی تپانچه هندی است. وی مدال طلای بازی‌های آسیایی ۲۰۱۸ را در تپانچه بادی ۱۰ متر کسب کرد. او جوان‌ترین دارنده مدال طلای هند در بازی‌های آسیایی بود. او پیش از این در جام جهانی نوجوانان ISSF در زول آلمان موفق به کسب مدال طلا شده بود و یک رکورد جهانی جدید برای نوجوانان به ثبت رسانده بود. او تنها تیرانداز هندی است که در مسابقات تیراندازی قهرمانی جهان، جام جهانی تیراندازی، بازی‌های المپیک جوانان، بازی‌های آسیایی و قهرمانی سلاح‌های بادی آسیا مدال طلا کسب کرده‌است. او رکورد جهانی خود را با امتیاز ۲۴۵٫۵ شکست و در تپانچه بادی ۱۰ متر مردان نوجوان در مسابقات قهرمانی جهان ۲۰۱۸ در چانگ وون کره مدال طلا گرفت.

## اوایل زندگی
او در روستای کالینا در ناحیه میروت در غرب اوتار پرادش (هند) به دنیا آمد. او از خانواده‌ای کشاورز می‌آید که در دشت‌های یامونا و گانگاتیک در غرب UP زندگی می‌کنند. پدر او جاگموهان سینگ سیواچ است. او در ۱۳ سالگی تیراندازی را شروع کرد و روزانه تمرین می‌کرد و ۱۵ کیلومتر سفر می‌کرد. در اتوبوس‌هایی که به باشگاه او توسط بنیاد ورزشی Aryangateways اداره می‌شود. مربی او آمیت شیران استعداد او را شناسایی کرد و او را از سطح پایه پرورش داد.

## سفر المپیک
از آکادمی تین شید تا المپیک توکیو. فقط چند ماه قبل از این که Saurabh Chaudhary توسط COVID-19 تحت تأثیر قرار گرفت. اما، چوداری تیرانداز پرشور با برتری در جایگاه اول با امتیاز 586/600 با عملکردی شگفت‌انگیز در بازی‌های المپیک توکیو در روز شنبه، راه خود را به فینال مسابقات تپانچه بادی ۱۰ متر مردان رساند. مربی آمیت شیوران در بنیاد ورزشی Aryangateways برای Saurabh خود را در المپیک ثابت کرد. متأسفانه در فینال مدال حتی پس از ورود به مقام اول کاهش یافت.
او در سن ۱۶ سالگی در بازی‌های المپیک جوانان بوئنوس آیرس برنده تپانچه بادی طلا ۱۰متر شد. و با شلیک ۲۴۴٫۲ بالاتر از سونگ یونهو از کره جنوبی (۲۳۶٫۷) و سولاری جیسون از سوئیس (۲۱۵٫۶) که به ترتیب نقره و برنز شدند در صدر قرار گرفت.

### ۲۰۱۸
چوداری جوان‌ترین تیرانداز هندی شد که در بازی‌های آسیایی مدال طلا گرفت. او در بازی‌های المپیک جوانان ۲۰۱۸ آرژانتین شرکت کرد و طلا گرفت. او در مسابقات قهرمانی اسلحه بادی آسیا در سال ۲۰۱۸ سه طلا کسب کرد: مسابقات تپانچه بادی ۱۰ متر، مسابقات تیمی و در تپانچه ۱۰ متری مخلوط تیمی.

### ۲۰۱۹
در فوریه او مدال طلای جام جهانی ISSF در دهلی را به دست آورد.
در ماه آوریل، او در تپانچه ۱۰ متری ترکیبی با مانو بهاکر شرکت کرد و در جام جهانی ISSF در پکن موفق به کسب مدال شد.
در ماه مه او طلا گرفت و رکوردهای جهان و نوجوانان را در جام جهانی ISSF در مونیخ تپانچه ۱۰ متر شکست.

### ۲۰۲۰
در ژانویه ۲۰۲۰ در شصت و سومین دوره مسابقات تیراندازی قهرمانی کشور در تپانچه بادی ۱۰ متر مردان موفق به کسب شصت و سومین طلا شد.

## حرفه بین‌المللی

### بازی‌های المپیک جوانان
| سال  | قهرمانی               | محل        | رویداد             | رتبه | نمره                      |
| ---- | --------------------- | ---------- | ------------------ | ---- | ------------------------- |
| ۲۰۱۸ | بازی‌های المپیک جوانان | بوینس آیرس | تپانچه بادی ۱۰ متر | 1    | امتیاز: ۵۸۰، نهایی: ۲۴۴٫۲ |

### قهرمانی جهان
| سال  | مسابقات قهرمانی               | محل      | رویداد                       | رتبه | توجه داشته باشید          |
| ---- | ----------------------------- | -------- | ---------------------------- | ---- | ------------------------- |
| ۲۰۱۷ | مسابقات قهرمانی نوجوانان جهان | سول      | تپانچه بادی ۱۰ متر           | ۴    | امتیاز: ۵۷۸، نهایی: ۱۹۸٫۰ |
| ۲۰۱۸ | مسابقات قهرمانی نوجوانان جهان | چانگ وون | تپانچه بادی ۱۰ متر           | 1    | امتیاز: ۵۸۱، نهایی: ۲۴۵٫۵ |
| ۲۰۱۸ | مسابقات قهرمانی نوجوانان جهان | چانگ وون | تپانچه بادی ۱۰ متر تیمی میکس | 3    | امتیاز: ۷۶۱، نهایی: ۴۰۷٫۳ |

### بازی‌های آسیایی
| سال  | قهرمانی             | محل      | رویداد             | رتبه | نمره                      |
| ---- | ------------------- | -------- | ------------------ | ---- | ------------------------- |
| ۲۰۱۸ | بازی‌های آسیایی ۲۰۱۸ | پالمبانگ | تپانچه بادی ۱۰ متر | 1    | امتیاز: ۵۸۶، نهایی: ۲۴۰٫۷ |

## جام جهانی

### تپانچه بادی ۱۰ متر
| سال  | مسابقات قهرمانی  | محل         | رویداد             | رتبه | نمره                                 |
| ---- | ---------------- | ----------- | ------------------ | ---- | ------------------------------------ |
| ۲۰۲۱ | جام جهانی        | دهلی نو     | تپانچه بادی ۱۰ متر | ۲    | امتیاز: ۵۸۷، نهایی: ۲۴۳٫۲            |
| ۲۰۱۹ | جام جهانی        | دهلی نو     | تپانچه بادی ۱۰ متر | ۱    | امتیاز: ۵۸۷، نهایی: 245.0 WR         |
| ۲۰۱۹ | جام جهانی        | مونیخ       | تپانچه بادی ۱۰ متر | ۱    | امتیاز: ۵۸۶، نهایی: 246.3 WR Jr. Sr. |
| ۲۰۱۹ | جام جهانی        | ریودوژانیرو | تپانچه بادی ۱۰ متر | ۳    | امتیاز: ۵۸۴، نهایی: ۲۲۱٫۹            |
| ۲۰۱۹ | فینال جام جهانی  | پوتیان      | تپانچه بادی ۱۰ متر | ۶    | امتیاز: ۵۸۱، نهایی: ۱۵۹٫۸            |
| ۲۰۱۸ | جام جهانی جوانان | سول         | تپانچه بادی ۱۰ متر | ۱    | امتیاز: ۵۸۳، نهایی: ۲۴۳٫۷            |

### میکس
| سال  | مسابقات قهرمانی  | محل         | رویداد                       | رتبه | نمره                      |
| ---- | ---------------- | ----------- | ---------------------------- | ---- | ------------------------- |
| ۲۰۲۱ | جام جهانی        | دهلی نو     | تپانچه بادی ۱۰ متر تیمی میکس | 1    | امتیاز: ۳۸۴، نهایی: ۱۶    |
| ۲۰۱۹ | جام جهانی        | دهلی نو     | تپانچه بادی ۱۰ متر تیمی میکس | 1    | امتیاز: ۷۶۷، نهایی: ۴۷۸٫۹ |
| ۲۰۱۹ | جام جهانی        | پکن         | تپانچه بادی ۱۰ متر تیمی میکس | 1    | امتیاز: ۴۸۲، نهایی ۱۶     |
| ۲۰۱۹ | جام جهانی        | مونیخ       | تپانچه بادی ۱۰ متر تیمی میکس | 1    | امتیاز: ۵۹۱، نهایی: ۱۷    |
| ۲۰۱۹ | جام جهانی        | ریودوژانیرو | تپانچه بادی ۱۰ متر تیمی میکس | 1    | امتیاز:-، فینال: ۱۷       |
| ۲۰۱۹ | فینال جام جهانی  | پوتیان      | تپانچه بادی ۱۰ متر تیمی میکس | 2    | امتیاز: ۳۸۹، نهایی: ۱۳    |
| ۲۰۱۸ | جام جهانی جوانان | سول         | تپانچه بادی ۱۰ متر تیمی میکس | 1    | امتیاز: ۷۶۷، نهایی: ۴۷۸٫۹ |